# Garber (Iowa)
Garber – miasto w Stanach Zjednoczonych, w stanie Iowa, w hrabstwie Clayton. W 2000 liczyło 103 mieszkańców.